# Piper PA-28 Cherokee
«Пайпер PA-28 Чероки» (Piper PA-28 Cherokee) — общее название линии самолётов компании Piper Aircraft, первый из которых получил сертификат типа Федерального управления гражданской авиации США в 1960 году. Производится до сих пор (по состоянию  на 2012 год). «Чероки» — легкомоторный цельнометаллический четырёхместный самолёт с низким крылом и трёхколёсным неубирающимся шасси. Все имеют одну дверь со стороны второго пилота с выходом на крыло. Часто используются как учебные.
Основные конкуренты — Cessna 172 компании Cessna, AA-5 компании Grumman American Aviation и Musketeer компании Beechcraft.
На «Чероки» устанавливались двигатели мощностью от 140 до 300 л. с., в том числе с турбонагнетателями, постоянные или убирающиеся шасси.
Существует модель с увеличенным до 6 человек салоном — PA-32.

## Лётно-технические характеристики
Для модификации РА-28-201Т Turbo Dakota Источник данных: 

Технические характеристики
- Экипаж: 1 чел.
- Пассажировместимость: 3 чел.
- Длина: 8,33 м
- Размах крыла: 10,80 м
- Высота: 2,52 м
- Площадь крыла: 15,79 м²
- Масса пустого: 767 кг
- Максимальная взлётная масса: 1317 кг
- Силовая установка: 1 × ПД Teledyne Continental TSIO-360-FB
- Мощность двигателей: 1 × 200 л. с.

Лётные характеристики
- Максимальная скорость: 330 км/ч
- Крейсерская скорость: 285 км/ч
- Практическая дальность: 1665 км
- Практический потолок: 6095 м

## Катастрофы
| Дата       | Место катастрофы      | Жертвы    | Краткое описание                                          |
| ---------- | --------------------- | --------- | --------------------------------------------------------- |
| 09.09.1969 | Ферланд               | 1/82+1    | столкнулся с DC-9                                         |
| 31.01.1986 | Серритос              | 3/64+3+15 | столкнулся с DC-9                                         |
| 18.02.2010 | Остин                 | 1/1+1     | Пилот в знак протеста протаранил правительственное здание |
| 09.07.2008 | Пярнуский аэропорт    | 1/1       | Рухнул в лес. Погиб пилот, гражданин Швеции               |
| 08.01.2021 | Ленинградская область | 3/3       | Столкнулся в воздухе с Cessna 150                         |